# 索菲·霍尔姆伯·达尔
索菲·霍尔姆伯·达尔（丹麥語：Sofie Holmboe Dahl，1996年11月1日—），丹麥女子羽毛球運動員。

## 簡歷
2015年11月，索菲·霍尔姆伯·达尔出戰挪威羽毛球國際賽，赢得女子單打比賽冠軍。

## 主要比賽成績
只列出曾進入準決賽的國際賽事成績：
| 年份   | 賽事                     | 公開賽級別 | 項目     | 成績   |
| ------ | ------------------------ | ---------- | -------- | ------ |
| 2015年 | 匈牙利羽毛球國際賽       | 國際系列賽 | 女子單打 | 準決賽 |
| 2015年 | 挪威羽毛球國際賽         | 國際系列賽 | 女子單打 | 冠軍   |
| 2015年 | 芬蘭羽毛球國際賽         | 國際系列賽 | 女子單打 | 亞軍   |
| 2016年 | 斯洛文尼亞羽毛球國際賽   | 國際系列賽 | 女子單打 | 亞軍   |
| 2016年 | 保加利亞羽毛球公開賽     | 國際系列賽 | 女子單打 | 準決賽 |
| 2016年 | 比利時羽毛球國際賽       | 國際挑戰賽 | 女子單打 | 亞軍   |
| 2016年 | 匈牙利羽毛球國際賽       | 國際系列賽 | 女子單打 | 亞軍   |
| 2016年 | 芬蘭羽毛球國際賽         | 國際系列賽 | 女子單打 | 亞軍   |
| 2017年 | 瑞典羽毛球國際賽         | 國際系列賽 | 女子單打 | 亞軍   |
| 2017年 | 奧爾良羽毛球國際挑戰賽   | 國際挑戰賽 | 女子單打 | 準決賽 |
| 2017年 | 芬蘭羽毛球公開賽         | 國際挑戰賽 | 女子單打 | 準決賽 |
| 2017年 | 斯洛文尼亞羽毛球國際賽   | 國際系列賽 | 女子單打 | 準決賽 |
| 2018年 | 歐洲羽毛球女子團體錦標賽 | 其他       | 女子團體 | 冠軍   |
| 2019年 | 斯洛文尼亞羽毛球國際賽   | 國際系列賽 | 女子單打 | 亞軍   |

| 2007-2017年 | 首要超級賽 | 超級賽 | 黃金大獎賽 | 大獎賽 | 國際挑戰賽 | 國際系列賽 | 未來系列賽 | 其他 |

| 2018-2026年 | 總決賽 | 超級1000賽 | 超級750賽 | 超級500賽 | 超級300賽 | 超級100賽 | 國際挑戰賽 | 國際系列賽 | 未來系列賽 | 其他 |